# 아이오이촌 (도쿠시마현)
아이오이촌(相生村)은 도쿠시마현 나카군에 있던 촌이다. 

## 역사
- 1889년 10월 1일 - 정촌제 시행에 의해 11촌의 구역으로 성립하였다.
- 1956년 9월 30일 - 노부노촌, 히노타니촌과 합병해 아이오이정이 성립, 동일 아이오이촌은 폐지되었다.

## 참고문헌
- 角川日本地名大辞典 36 徳島県